# Малево (Рязанская область)
Малево — деревня в Спасском районе Рязанской области России. Входит в Выжелесское сельское поселение

## География
Находится в центральной части Рязанской области на расстоянии приблизительно 28 километров на северо-восток по прямой от районного центра города Спасск-Рязанский.

## История
Отмечалась ещё на карте 1840 года как поселение с 44 дворами. На карте 1850 года показано как поселение с 72 дворами. В 1859 году здесь (тогда деревня Спасского уезда Рязанской губернии) был учтён 71 двор, в 1897 — 52.

## Население
Численность населения: 432 человека (1859 год), 471 (1897), 32 в 2002 году (русские 100 %), 11 в 2010.